# Les Thermes

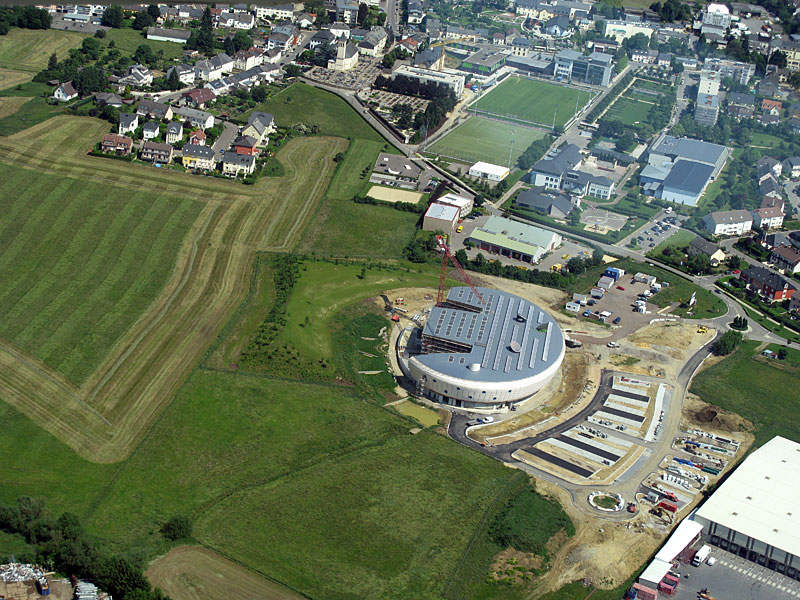
Les Thermes

Les Thermes és un parc aquàtic a Strassen, just a l'oest de la ciutat de Luxemburg en el Gran Ducat de Luxemburg. Inaugurat al febrer de 2009, va atreure mig milió de visitants durant el seu primer any i ha estat nomenat com "Most Innovating Waterpark in Europe" («Major innovació de Parc aquàtic a Europa») per l'Associació Europea Waterpark amb seu a Nuremberg, Alemanya.

## El complex
La instal·lació consta d'una piscina olímpica de natació, dues piscines infantils, banys d'onades, tobogans, solàrium, sauna i gimnàs. Es basa en la seva idoneïtat per a una àmplia gamma de visitants, la seva vistosa arquitectura moderna i el seu disseny ben concebut s'uneixen a les piscines, els vestidors i el gimnàs.
Les Thermes, és una empresa conjunta de les comunes de Bertrange i Strassen, el parc va ser construït amb un cost de 37 milions d'euros.

## Disseny

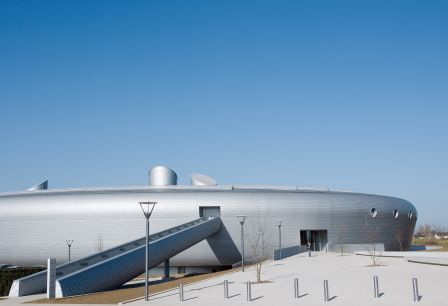
Vista d'un edifici.

Després d'un concurs, les empreses escollides per dissenyar el complex van ser Witry i Witry, Jim Clemes Architectes i Hermann Valentiny & Associés. La forma de l'edifici de formigó, es compara de vegades amb una nau espacial, pel resultat del seu sostre de fusta arrodonida junt amb una façana arrodonida amb alumini. A més a més de les piscines d'acer inoxidable, les àrees d'exercici físic i recreació es col·loquen a tres nivells. Grans claraboies al sostre garanteixen el màxim aprofitament de la llum solar a l'edifici.

## Premis
Al concurs de Luxembourg Bauhärepräis al juny de 2012, Les Thermes va ser guardonat amb el premi als edificis dissenyats per l'esport.